# Mónica Martínez Bowen
Mónica Martínez Bowen es una docente y activista política venezolana y dirigente del partido opositor Primero Justicia en el estado Yaracuy. En las elecciones municipales de Venezuela de 2021 se postuló como candidata para ser alcaldesa del municipio José Antonio Páez.En 2024, pocos días después de las elecciones presidenciales de Venezuela el mismo año, fue detenida por funcionarios de la Dirección General de Contrainteligencia Militar (DGCIM) en el Aeropuerto Internacional de Maiquetía.

## Detención
El 30 de julio de 2024, pocos días después de las elecciones presidenciales de Venezuela el mismo año, fue detenida por funcionarios de la Dirección General de Contrainteligencia Militar (DGCIM) en el Aeropuerto Internacional de Maiquetía alrededor de las 9:00 p.m. Mónica tenía previsto tomar un vuelo a Bogotá, Colombia, junto con su esposo y dos hijas para realizar diligencias personales, y fue arrestada justo antes de subir al avión. Fue trasladada y recluida en el Centro Penitenciario Femenino La Crisálida en Los Teques, estado Miranda.
Juan Pablo Guanipa, dirigente de Primero Justicia, denunció la detención y sostuvo que se sumaba a los abusos y atropellos que viene cometiendo el régimen primitivo de Nicolás Maduro para tratar de imponer la farsa anunciada por el [Consejo Nacional Electoral]».

## Vida personal
Mónica Martínez Bowen es originaria de Aroa y reside en Sabana de Parra. Está casada y tiene dos hijas, una de las cuales tenía 10 años para mediados de 2024. Es descendiente de inmigrantes ingleses que se trasladaron para trabajar en las minas de cobre de Aroa, de donde proviene su apellido Bowen. Su abuelo fue uno de los últimos trabajadores de las minas, conocido en Aroa como “Coti” Encarnación Bowen. Su madre, Coromoto Bowen, una docente al igual que Mónica.